# Kościół Matki Bożej Częstochowskiej w Gościszowie
Kościół Matki Boskiej Częstochowskiej – rzymskokatolicki kościół parafialny wzniesiony w stylu romańskim z XIII wieku, z wieżą dobudowaną w XVI wieku, modernizowany w stylu renesansowym w Gościszowie w powiecie bolesławieckim, wpisany do rejestru zabytków nieruchomych województwa dolnośląskiego.

## Historia
Kościół pojawia się po raz pierwszy w źródłach w 1305 roku (Codex diplomaticus Silesiae, t. XIV). Jakość robót kamieniarskich stoi na wysokim poziomie i wskazuje na powstanie obiektu po 1233 roku, w 2. ćwierci XIII wieku. Pierwotnie pod on pod wezwaniem Najświętszej Maryi Panny i św. Jana Chrzciciela. Kościół był następnie świątynią protestancką, mieszkańcy wsi przeszli na luteranizm wraz proboszczem Laurentiusem Wolfsdorfem pomiędzy 1525 a 1530 rokiem. W XVI wieku dobudowano wieżę zachodnią. Prezbiterium przedłużono w XVI lub XVII wieku. Około 1595 do 1615 roku przeprowadzono modernizację wnętrza świątyni w stylu renesansowym. W 1595 roku powstało sklepienie kasetonowe ponad nawą, co poświadcza inskrypcja na stropie. W XVII wieku zbudowano kryptę grobową. Katolicy odzyskali świątynię w 1654 roku. Fryderyk Wilhelm III Pruski przekazał kościół protestantom w 1803 roku.
Częściowo zrekonstruowano elementy pochodzące z średniowiecza podczas modernizacji w XIX wieku. W XX wieku przeprowadzono restaurację świątyni, podczas której m.in. wymieniono trzony i bazy kolumienek narożnych w prezbiterium. W latach 1974–1976 kościół przeszedł remont.

## Architektura

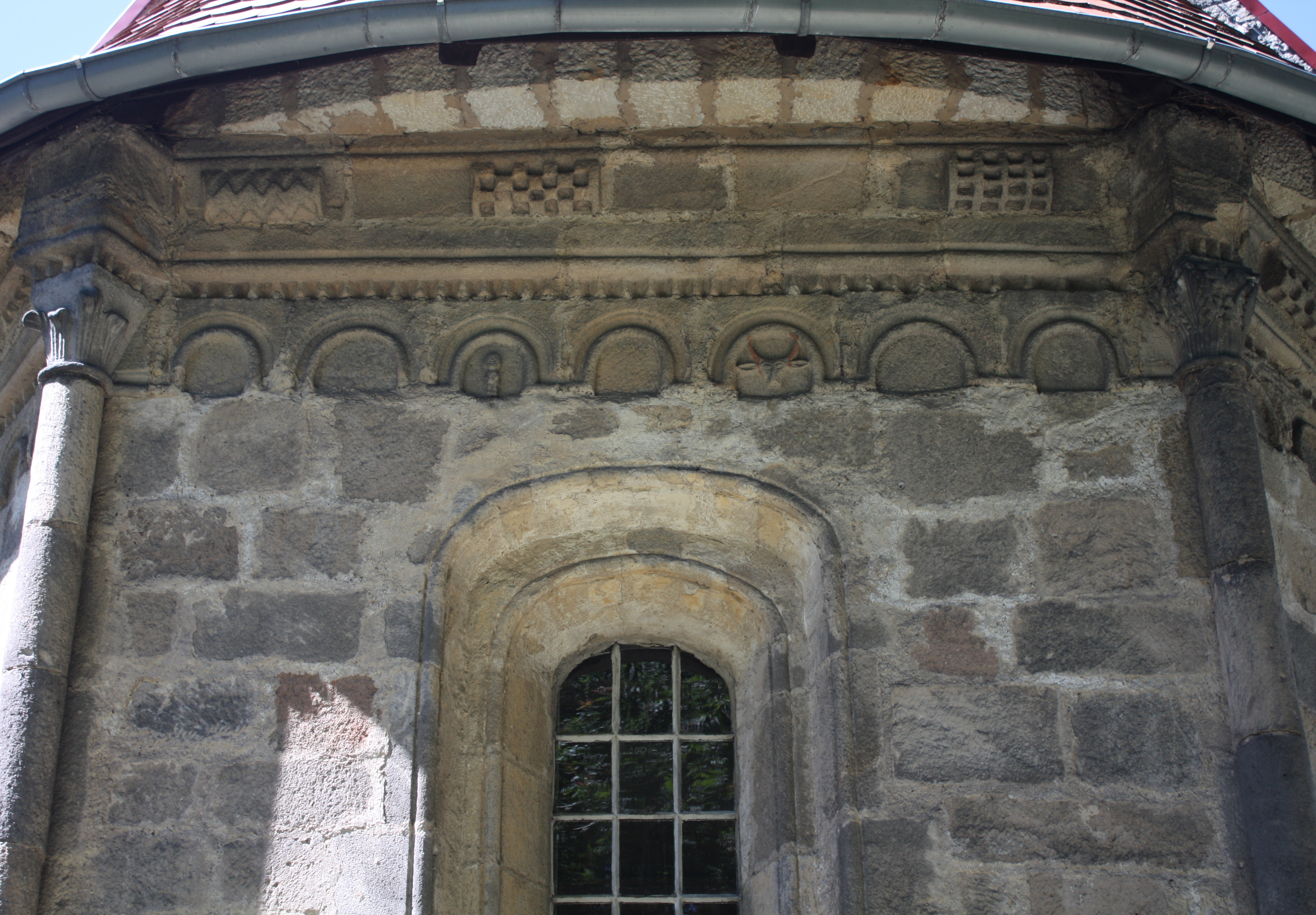
Ściana absydy z fryzem

Budowla została wzniesiona w centrum wsi ze starannie obrobionych kamiennych ciosów z piaskowca. Jest to kościół jednonawowy (wymiary nawy: 16,8 na 10 m), orientowany. Nawa pierwotnie nakryta stropem z belek. W ścianie północnej i południowej nawy zachowały się dwa pierwotne romańskie okna, reszta uległa zmianie podczas późniejszych przeróbek. Prezbiterium dwuprzęsłowe, (pierwotnie wzniesione na planie kwadratu) wschodnie przęsło prezbiterium nakryte sklepieniem kolebkowo-krzyżowym, natomiast zachodnie – pierwotnym sklepieniem krzyżowo-żebrowym. Służki w apsydzie z głowicami z motywami zwierzęcymi i roślinnymi. Apsyda jest udekorowana fryzem arkadkowym z motywami roślinnymi i zwierzęcymi w podłuczach. Apsydę nakrywa sklepienie trójpolowe, być może była ona wcześniej nakryta sklepieniem hemisferycznym. Ponad nawą i prezbiterium dach dwuspadowy z dachówki ceramicznej. 
Wieża wzniesiona na planie prostokąta od zachodu pochodzi z XVI wieku, mógł ją wznieść Hans von Warnsdorf w 1519 roku. Wieża powyżej czwartej kondygnacji jest ośmioboczna, została nakryta hełmem–iglicą. Od zachodu znajduje się polichromowana empora organowa z ornamentem geometrycznym oraz sceną przedstawiającą Ukrzyżowanie Chrystusa z 1595 roku. Wewnątrz kościoła znajduje się późnogotyckie kamienne sakramentarium z baldachimem z XV–XVI wieku. Obok sakramentarium, na północnej ścianie prezbiterium znajduje się gotycka polichromia z XV wieku przedstawiająca Zwiastowanie Pańskie. Ołtarz główny renesansowy z około 1615 roku, znajdują się na nim płaskorzeźby przedstawiające ostatnią wieczerzę, zdjęcie z krzyża oraz złożenie do grobu; na ołtarzu jest także rzeźba Jezusa Zmartwychwstałego. Renesansowa drewniana ambona zapewne fundacji Konrada von Warnsdorfa z ażurowym, trójkondygnacyjnym baldachimem z około 1598 roku, przypisywana warsztatowi Paula Meynera. Chrzcielnica kamienna, renesansowa z 1572 lub 1575 roku. Wewnątrz kościoła achował się późnoromański nagrobek z 2. połowy XIII wieku z kamienia z krzyżem na półkolu oraz renesansowe epitafia członków rodu von Warnsdorf (zob. herb Warnsdorf).
W pobliżu kościoła znajdują się ruiny zamku w Gościszowie.